# Prêt à usage
En France, le prêt à usage - anciennement appelé commodat - est un contrat réel dans lequel une personne prête une chose corporelle à une autre personne. Le contrat se forme au moment de la remise par le prêteur à l’emprunteur de la chose.
Le prêt à usage est régi par les articles 1874 et suivants du Code civil. 
La loi du 12 mai 2009 a supprimé le mot commodat du vocabulaire juridique, n'évoquant plus que le prêt à usage.

## Distinction entre le bail et le prêt à usage
L'article 1875 précise : Le prêt à usage est un contrat par lequel l'une des parties livre une chose à l'autre pour s'en servir, à la charge par le preneur de la rendre après s'en être servi. Ainsi, la question se pose toujours de la distinction du prêt à usage et du contrat de location.
Il résulte de la jurisprudence de Cour de cassation que la qualification de bail commercial doit être retenue dès lors que l'occupation a été consentie en contrepartie d'un loyer en nature consistant en l'exécution de travaux importants, à la différence du prêt qui est essentiellement gratuit.

## En droit québécois
Le prêt à usage est défini à l'article 2313 du Code civil du Québec comme étant « le contrat à titre gratuit par lequel une personne, le prêteur, remet un bien à une autre personne, l’emprunteur, pour qu’il en use, à la charge de le lui rendre après un certain temps. ».